# عبدآباد (تربت حیدریه)
عبدآباد (تربت حیدریه)، روستایی از توابع بخش کدکن شهرستان تربت حیدریه در استان خراسان رضوی ایران است.

## جمعیت
این روستا در دهستان رقیچه قرار دارد و براساس سرشماری مرکز آمار ایران در سال ۱۳۸۵، جمعیت آن ۳۶۶ نفر (۱۰۱خانوار) بوده‌است.